# Жирятінський район
Жирятінський муніципальний район (рос. Жирятинский муниципальный район) — адміністративна одиниця в центральній частині Брянської області Росії. Адміністративний центр — село Жирятіно.

## Географія
Площа району — 750 км². Основні річки — Судость, Рош.

## Історія
5 липня 1944 року Указом Президії Верховної Ради СРСР була утворена Брянська область, до складу якої, поряд з іншими, був включений і Жирятінский район. В 1957 році район був скасований, в 1985 році — відновлений.

## Демографія
Населення району становить 7,18 тис. чоловік (мінімальний показник серед районів Брянської області). Усього налічується 77 населених пунктів.

## Адміністративний поділ
З 2005 року, після муніципальної реформи, у районі є 3 сільські поселення:
1. Воробейнське сільське поселення
2. Жирятінське сільське поселення
3. Морачовське сільське поселення